# Ivan Örtendahl
Ivan Anders Örtendahl, född 26 februari 1870 i Degerfors, då i Karlskoga socken, död 21 augusti 1935 i Uppsala , var akademiörtagårdsmästare vid Uppsala universitet under åren 1904–1934.

## Biografi
Örtendahl var son till trafikdirektören vid Statens Järnvägar, Ivan Albin Örtendahl, och hans maka Aurora Christina Millén, dotter till biskop Johan Anton Millén i Karlstad. Han avlade studentexamen vid Östersunds högre allmänna läroverk år 1890.
Efter att ha studerat vid Kungliga Lantbruksakademien i Stockholm arbetade han på den botaniska trädgården i Berlin-Dahlem, och återkom till Sverige som chefsträdgårdsmästare för Bergianska trädgården i Stockholm 1898–1904.
Örtendahl var huvudsakligen verksam vid Botaniska trädgården i Uppsala, men även vid planeringen av parker i Uppsala stad, till exempel Vasaparken, samt ritade också Victoriaväxthuset i Stockholm.  Gift 1905 med Signe Aura Ulrika Elliot (1883–1972). Hans grav finns på Uppsala gamla kyrkogård.
Krukväxten Novemberljus har sitt latinska namn Plectranthus oertendahlii efter honom.